# سيتادوكالي
سيتادوكالي أو تشيتادوكالي (محليًا Cieta) هي بلدية في مقاطعة رييتي في منطقة لاتسيو وسط إيطاليا، وتقع على بعد حوالي 70 كم شمال شرق روما وحوالي 7 كم جنوب شرق رييتي. اعتبارًا من 31 ديسمبر 2004، كان عدد سكانها 6,799 نسمة، وتبلغ مساحتها 71.0 كيلومتر مربع (27.4 ميل2). كانت في السابق جزءًا من إقليم أبروتسو.
تضم بلدية تشيتادوكالي القرى والبلدات التالية: سانتا روفينا، غروتي، كالكاريولا، بندينزا، سيزوني، وميتشياني.
تشترك تشيتادوكالي في الحدود مع البلديات التالية: بورغو فيلينو، كاستيل سانت أنجلو (رييتي)، لونغوني سابينو، ميتشيليانو، بيتريلا سالتو، ورييتي.

## الأبرشية
مع اقتطاع أراضٍ من أبرشية رييتي، جعل البابا إسكندر السادس مدينة تشيتادوكالي مقرًا لأبرشية جديدة في 24 يناير 1502، ولكن نظرًا للاعتراضات التي قدمها الكاردينال جيوفاني كولونا، الذي كان مديرًا لأبرشية رييتي، قام يوليوس الثاني بإلغاء هذه الأبرشية الجديدة في 8 نوفمبر 1505. ومع ذلك، بعد وفاة الكاردينال وبناءً على طلب أسقف رييتي، أعاد نفس البابا تأسيس الأبرشية في 16 أكتوبر 1508.
استمرت الأبرشية كمقر أسقفي حتى وفاة أسقفها باسكوال مارتيني في عام 1798، وبعد ذلك تم تعيينها لنائب أسقف رييتي حتى قام بيوس السابع بدمجها في 27 يونيو 1818 مع أبرشية لاكويلا. أخيرًا، في عام 1976، أصبحت جزءًا من أبرشية رييتي مرة أخرى، كما كانت في الأصل.
لم تعد تشيتادوكالي مقرًا أسقفيًا سكنيًا، حيث تصنفها الكنيسة الكاثوليكية اليوم كـكرسي أسقفي فخري.

## النقل
تمتلك تشيتادوكالي محطة على سكك حديد تيرني-سولمونا، مع قطارات متجهة إلى تيرني، رييتي، ولاكويلا.

## روابط خارجية
- www.comunecittaducale.it